# Gedžiūnų miškas
Gedžiūnų miškas este o arie protejată (sit de importanță comunitară — SCI) din Lituania întinsă pe o suprafață de 2.926,13 ha, integral pe uscat.

## Localizare
Centrul sitului Gedžiūnų miškas este situat la coordonatele 56°02′05″N 23°41′52″E / 56.0348°N 23.6978°E.

## Înființare
Situl Gedžiūnų miškas a fost declarat sit de importanță comunitară în decembrie 2021 pentru a proteja un număr necunoscut de specii din flora spontană și fauna sălbatică aflate în arealul zonei.

## Biodiversitate
Situată în ecoregiunea boreală, aria protejată conține 4 habitate naturale: Pajiști aluvionare boreale nordice, Păduri caducifoliate bătrâne naturale hemiboreale fino-scandinave (Quercus, Tilia, Acer, Fraxinus sau Ulmus) bogate în specii epifite, Păduri fino-scandinave bogate în ierburi cu Picea abies, Păduri caducifoliate de mlaștină fino-scandinave.
La baza desemnării sitului se află un număr nedeclarat de specii protejate.